# From Wishes to Eternity
From Wishes to Eternity е името на първото световно турне на финландската метъл група Nightwish, провело се през 2001 г. Турнето обхваща главно западноевропейските държави и Скандинавия. Изпълнени са песни от първите три албума на групата – Angels Fall First, Oceanborn и Wishmaster.
- 1. The Kinslayer
- 2. She Is my Sin
- 3. Deep Silent Complete
- 4. The Pharaoh Sails To Orion
- 5. Come Cover Me
- 6. Wanderlust
- 7. Instrumental (Crimson Tide / Deep Blue Sea)
- 8. Swanheart
- 9. Elvenpath
- 10. FantasMic part 3
- 11. Dead Boy's Poem
- 12. Sacrament Of Wilderness
- 13. Walking In The Air
- 14. Beauty And The Beast
- 15. Wishmaster

## DVD/VHS
Няколко месеца след приключването на турнето излиза и DVD/VHS със запис от един от концертите.
Съдържание (DVD):
- пълен запис на един от концертите
- Интервю с Таря Турунен и Туомас Холопайнен
- два видеоклипа: „The Carpenter“ и „Sleeping Sun“
- две концертни изпълнения: „Walking In The Air“ и „The Kinslayer“
- фото-галерия с 50 снимки
- нережисиран видеоматериал от промо-турнето за Wishmaster.

Съдържание (VHS):
- пълен запис на един от концертите
- два видеоклипа: „The Carpenter“ и „Sleeping Sun“
- две концертни изпълнения: „Walking In The Air“ и „The Kinslayer“

## CD
Съществува диск в лимитиран тираж в 10 000 копия. Разпространява се само във Финландия.